# 이스케이프 큐브
《이스케이프 큐브》(프랑스어: Méandre)는 2020년에 시체스영화제에서 상영한 프랑스 영화이다.

## 캐스팅

### 주연
- 가이아 와이즈 : 리사 역
- 페테르 프란센 : 애덤 역

## 수상
- 2020년 제35회 마르델플라타 국제영화제 후보 미드나잇 스크리닝
- 2020년 제18회 뉴욕 호러 필름 페스티벌 수상 감독상, 베스트 SF (마티유 투리), 여우주연상 (가이아 와이즈)
- 2020년 제53회 시체스영화제 후보 판타스틱 파노라마
- 2021년 제39회 브뤼셀 판타스틱 영화제 후보 유럽 경쟁